# 2.5 Seducció Dimensional
2.5 Jigen no Ririsa (2.5次元の誘惑) és una sèrie de manga japonesa escrita i il·lustrada per Yu Hashimoto. Va començar a serialitzar-se al lloc web Shōnen Jump+ de Shueisha el juny de 2019. Una adaptació a anime produïda per J.C.Staff es va estrenar el juliol de 2024.
Va estrenar-se amb subtítols en català en simulcast a la plataforma Jonu Play amb el títol de 2.5 Seducció Dimensional.

## Argument
La història segueix l'Okumura, un jove otaku apassionat pel món del cosplay i els personatges 2D. La seva vida dona un gir inesperat quan coneix la Ririsa, una talentosa cosplayer que comparteix el seu amor pels personatges ficticis.
L'Okumura mai ha tingut interès en el món real, sempre ha preferit les noies de dues dimensions. Però tot canvia quan la Ririsa, la presidenta del club de cosplay de la seva escola, li demana ajuda per a crear el cosplay perfecte. A mesura que treballen junts, l'Okumura comença a veure la Ririsa no sols com una increïble cosplayer, sinó també com una persona real amb els seus propis somnis i desitjos.

## Continguts de l'obra

### Manga
La sèrie, escrita i il·lustrada per Yu Hashimoto, va començar a serialitzar-se al lloc web de manga Shōnen Jump+ de Shueisha el 15 de juny de 2019. A juliol de 2024, els capítols de la sèrie s'han recollit en vint volums tankōbon.

### Anime
El 10 de desembre de 2022 es va anunciar una adaptació d'una sèrie de televisió d'anime. Està produït per JCStaff i dirigit per Hideki Okamoto, amb guions escrits per Takao Yoshioka, dissenys de personatges a càrrec de Tomoyuki Shitaya i música composta per Hiroaki Tsutsumi. La sèrie es va estrenar el 5 de juliol de 2024, la qual va durar dues temporades. El mateix dia Jonu Media va començar a publicar en format simulcast l'anime subtitulat en català a la seva plataforma Jonu Play.
A la primera temporada, el tema d'obertura és Shutter Chance (シャッターチャンス, Shattāchansu, 'moment perfecte per a la foto'), va ser interpretat per Meichan. El tema de cloenda Watch Me ('Mira'm'), va ser interpretat per Kaori Maeda i Akari Kitō, que feien dels seus respectius personatges.

### Videojoc
Té un videojoc de rol en línia desenvolupat per Aiming i Team Caravan, anomenat Nitengo-jigen no Ririsa Tenshitachi no Sutēji (2.5次元の誘惑 天使たちのステージ), el qual es va anunciar a la Jump Festa 2024. Va sortir per iOS, Android i ordinadors el 3 de setembre de 2024, publicat per DMM.com.

## Acollida
Itachi Utada de Famitsu va elogiar la història i els personatges de la sèrie; sobretot va gaudir dels elements de cosplay que hi apareixen.
Al Next Manga Award de 2020, la sèrie va ocupar el quart lloc en la categoria de manga web. A gener de 2022, la sèrie tenia un milió de còpies en circulació entre publicacions digitals i impreses.